# Schloss Adelstetten (Alfdorf)
Das Schloss Adelstetten war ein kleines Landadel-Schlösschen in Adelstetten, einem Ortsteil der Gemeinde Alfdorf im baden-württembergischen Rems-Murr-Kreis. Über die Geschichte des Gebäudes ist nicht viel bekannt. Von dem im 16. Jahrhundert errichteten Schlösschen sind keine Überreste vorhanden.

## Lage
Der Adelssitz befand sich der heutigen Schloßgasse, auf der Parzelle Adelstetten 11. Der Bereich des ehemaligen Schlösschens ist unbebaut.

## Geschichte

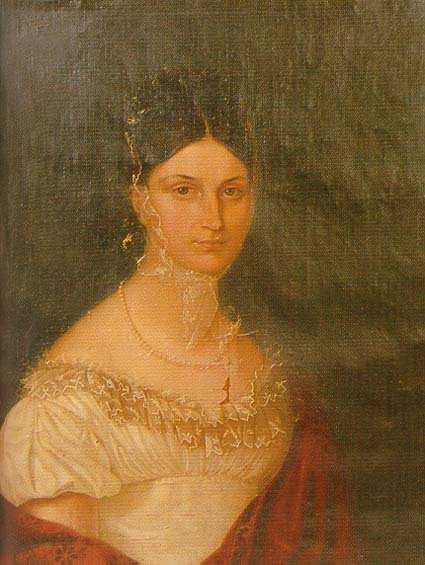
Wilhelmine Prinzessin von Württemberg (geb. Freiin von Tunderfeld-Rhodis)

Die meisten Bauernhöfe in dem kleinen Weiler Adelstetten gehörten Adelsgeschlechtern, der Freien Reichsstadt Gmünd oder dem Kloster Lorch.  Es gab jedoch auch einen freien Bauernhof, der zu keiner Herrschaft gehörte. Im Jahre 1570 wurde das „aigen Gut“ urkundlich erwähnt, als es zum Verkauf stand. Es wurde von einem Herrn von Eltershofen erworben. Nach dessen Tode suchte die Witwe, Catharine von Eltershofen (geborene von Rinderbach), bei der Obrigkeit nach Genehmigung eines Schlosses nach. Am 20. August 1576 gestattete Herzog Ludwig von Württemberg schließlich den Bau eines Schlösschens. Allerdings behielt sich Herzog Ludwig alle Obrigkeit nebst der Auslösung beim Wiederverkauf des Grundstücks vor. Das Anwesen in der Folgezeit lange im Besitz derer von Eltershofen. Der spätere General Georg Friedrich vom Holtz, der früh Waise geworden war, verbrachte einen Teil seiner Kindheit in Adelstetten, wo ihn Franz von Eltershofen in seinem Haushalt aufgenommen hatte. Im Dreißigjährigen Krieg (1618–1648) wurde Adelstetten schwer heimgesucht und viele Gebäude gebrandschatzt. Im Jahre 1678 wurde das Anwesen an Gottfried vom Holtz, einem Angehörigen der Familie vom Holtz veräußert, die seit 1628 das Untere Schloss in Alfdorf bewohnten und 1639 auch das Obere Schloss Alfdorf erwarben.
Im Jahre 1774 kaufte Theresie Wilhelmine Henriette Schilling von Cannstatt das Schlösschen. Sie heiratete den Offizier Karl Wilhelm August von Tunderfeld-Rhodis, einen Baron deutschbaltischer und schwedischer Abstammung. Am 21. Januar 1777 wurde die Tochter Dorothea Friederike Franziska Wilhelmine Caroline Louise Henriette (1777–1822) auf Schloss Adelstetten geboren. 
Die junge Baronesse wurde Hofdame und lernte Prinz Wilhelm Friedrich Philipp von Württemberg kennen. Das Paar vermählte sich am 23. August 1800 in Coswig. Die Ehe war nach den Gesetzen des Hauses Württemberg nicht standesgemäß, da der Prinz zum Hochadel zählte, Wilhelmine jedoch zum Niederadel gezählt wurde. Daher war nur eine morganatischer Ehe möglich. Mit Genehmigung Herzog Friedrichs durfte Wilhelmine schließlich doch den Titel einer Prinzessin von Württemberg tragen, allerdings waren ihre Kinder von der Erbfolge ausgeschlossen. Prinz Wilhelm akzeptierte diese Regelung und erklärte am 1. August 1801 für seine Nachkommen den Verzicht auf die Thronfolge.
Die Familie Tunderfeld-Rhodis verkaufte das Schlösschen 1780 an die Geheimrätin von Kauffberg, geborene von Uechtritz, die in der Folgezeit das Gut zerstückelte. Im Jahre 1794 wurde das Schlösschen in ein Bauernhaus umgewandelt. Mitte des 19. Jahrhunderts diente das Schloss nur noch als Gastwirtschaft und Bierbrauerei, ehe es schließlich nach 1968 wegen Baufälligkeit abgerissen wurde. An das Anwesen erinnert nur noch die Schloßgasse.

### Wappen der Besitzer

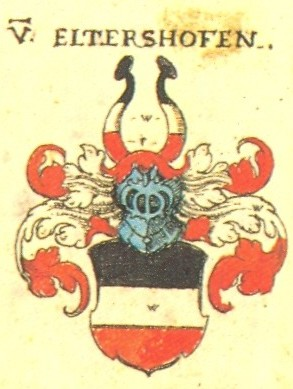
von Eltershofen
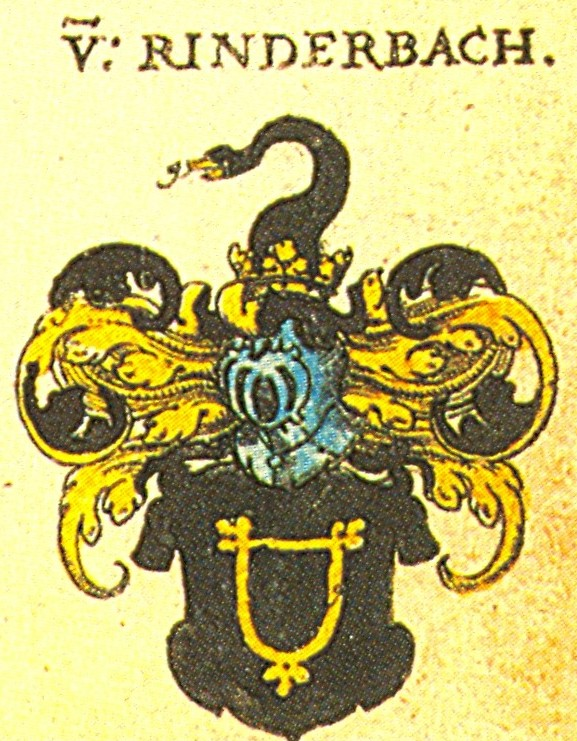
von Rinderbach
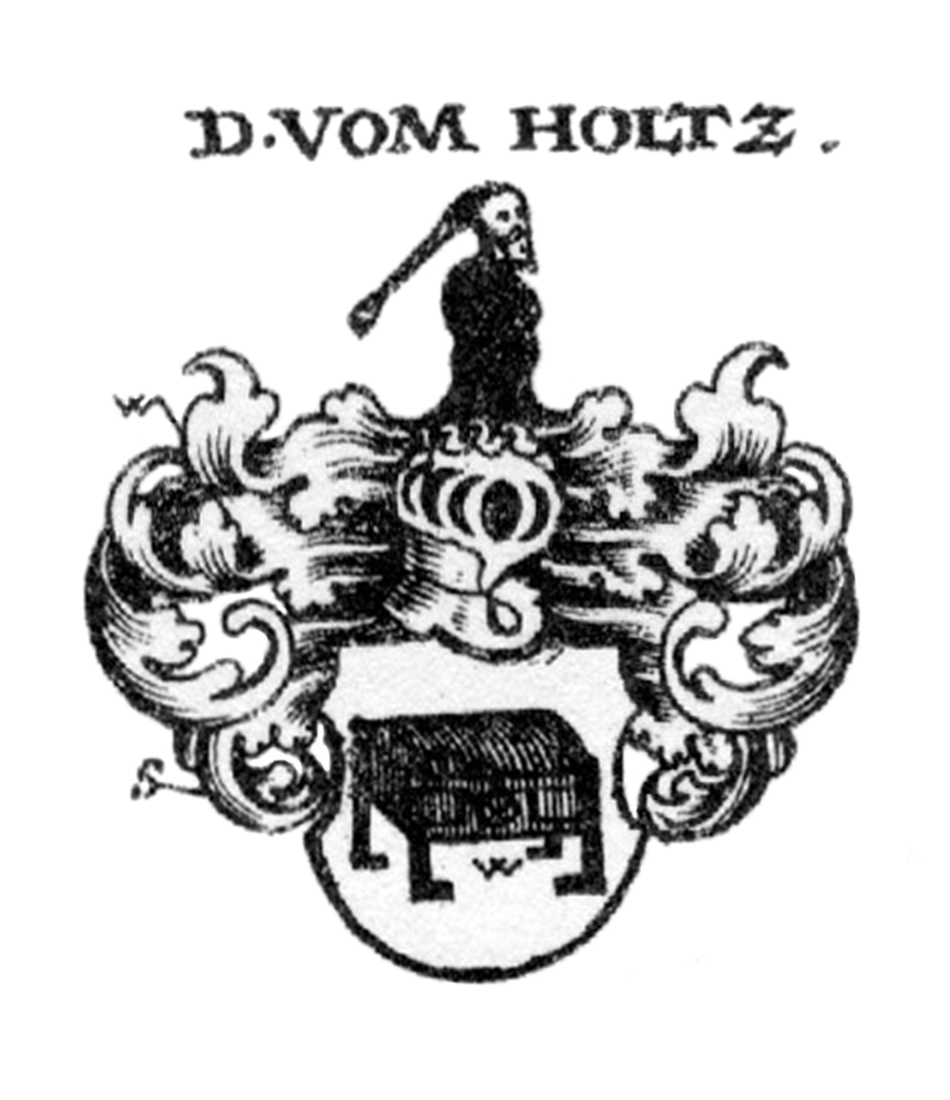
Freiherren vom Holtz
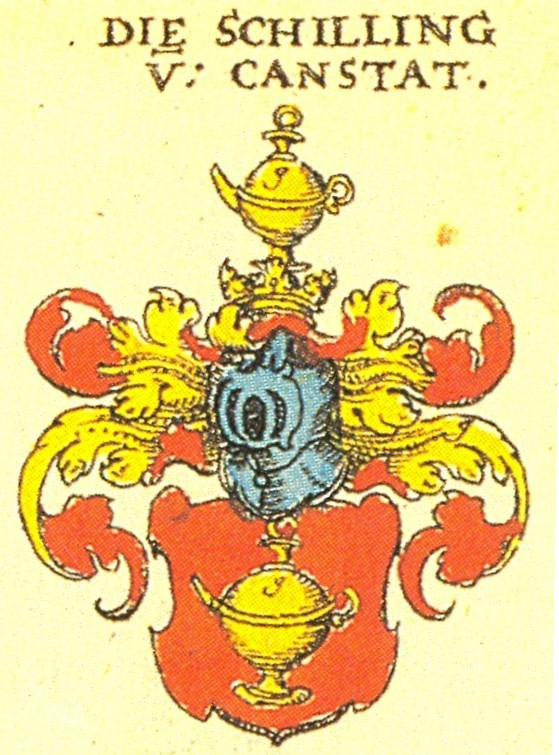
Schilling von Cannstatt
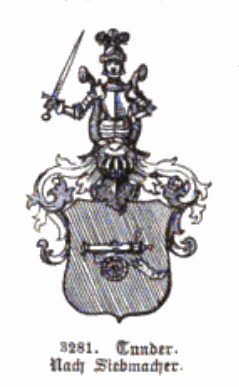
von Tunderfeld